# Liste der FFH-Gebiete im Landkreis Aichach-Friedberg
Die Liste der FFH-Gebiete im Landkreis Aichach-Friedberg zeigt die FFH-Gebiete des schwäbischen Landkreises Aichach-Friedberg in Bayern. Teilweise überschneiden sie sich mit bestehenden Natur-, Landschaftsschutz- und EU-Vogelschutzgebieten.
Im Landkreis befinden sich sieben und zum Teil mit anderen Landkreisen überlappende FFH-Gebiete.
| Donaumoosbäche, Zucheringer Wörth und Brucker Forst             |  | 7233-373 WDPA: 555521859 | Ingolstadt, Landkreis Neuburg-Schrobenhausen, Landkreis Aichach-Friedberg                        | Bedeutende Hart- und Weichholzauen-Reste in der Donauniederung i. V. mit dem Grabensystem des Donaumooses.                                                                                                 | ⊙ | 936,78   |  |
| Höh-, Hörgelau- und Schwarzgraben, Lechbrenne nördlich Augsburg |  | 7531-371 WDPA: 555521963 | Augsburg, Landkreis Aichach-Friedberg                                                            | Schmale, teilweise begradigte Bachläufe in landwirtschaftlicher Flur sowie Bachlauf und artenreiche Brenne im Lech-Auwald.                                                                                 | ⊙ | 67,63    |  |
| Lech zwischen Landsberg und Königsbrunn mit Auen und Leite      |  | 7631-372 WDPA: 555521987 | Landkreis Landsberg am Lech, Landkreis Augsburg, Landkreis Aichach-Friedberg                     | Ausschnitt der Auen- und Niederterrassenlandschaft des Lechtals mit hoher Biotopdichte (Auwälder, Heideflächen, Extensivwiesen) und wertvollen Artvorkommen – durch Flussregulierung stark beeinträchtigt. | ⊙ | 2.484,22 |  |
| Lechauen nördlich Augsburg                                      |  | 7431-301 WDPA: 555521931 | Augsburg, Landkreis Aichach-Friedberg, Landkreis Augsburg                                        | Lechauengebiete mit Altwässern, Verlandungsbereichen, Fließgewässern, Hartholzauwäldern und Grauerlen-Niederwäldern, Halbtrockenrasengesellschaften auf Restflächen ursprünglicher Brennenbereiche.        | ⊙ | 396,91   |  |
| Lechauen zwischen Königsbrunn und Augsburg                      |  | 7631-371 WDPA: 555521986 | Augsburg, Landkreis Aichach-Friedberg                                                            | Lechauen südlich Augsburg mit großflächigen Auwaldresten und Relikten der ehemals großflächigen Lechschotterheiden und des Wildflusses, artenreiches Grünland in den Randbereichen.                        | ⊙ | 2.307,99 |  |
| Lechleite zwischen Friedberg und Thierhaupten                   |  | 7531-372 WDPA: 555521964 | Landkreis Aichach-Friedberg, Landkreis Augsburg                                                  | Meist steile, schmale Buchenwälder an der östlichen Lechleite. | ⊙ | 89,65    |  |
| Paar und Ecknach                                                |  | 7433-371 WDPA: 555521932 | Landkreis Neuburg-Schrobenhausen, Landkreis Pfaffenhofen an der Ilm, Landkreis Aichach-Friedberg | Weitgehend naturnaher Flusslauf mit Altwassern, Flachland-Mähwiesen und weiteren Grünland-Lebensraumtypen in der Aue, Ottmaringer Paardurchbruch und Flugsanddüne 'Windsberg'.                             | ⊙ | 2.947,93 |  |
| Legende für Fauna-Flora-Habitat                                 |  |                          |                                                                                                  | |   |          |  |